# Arachis lutescens
Arachis lutescens är en ärtväxtart som beskrevs av Antonio Krapovickas och Rigoni. Arachis lutescens ingår i släktet jordnötter, och familjen ärtväxter. Inga underarter finns listade i Catalogue of Life.